# Вишнёвский сельсовет (Новосибирская область)
Вишнёвский сельсовет — сельское поселение в Купинском районе Новосибирской области Российской Федерации.
Административный центр — посёлок Советский.

## История
Статус и границы сельского поселения установлены Законом Новосибирской области от 2 июня 2004 года № 200-ОЗ «О статусе и границах муниципальных образований Новосибирской области»

## Население
| 2002 | 2010  | 2012 | 2013 | 2014 | 2015 | 2016 |
| ---- | ----- | ---- | ---- | ---- | ---- | ---- |
| 1242 | ↘1004 | ↘986 | ↘969 | ↘937 | ↗938 | ↗939 |
| 2017 | 2018  | 2019 | 2020 | 2021 |      |      |
| ↘935 | ↘920  | ↘891 | ↘861 | ↘835 |      |      |

## Состав сельского поселения
| № | Населённый пункт | Тип населённого пункта          | Население |
| - | ---------------- | ------------------------------- | --------- |
| 1 | Васильевка       | деревня                         | ↘126      |
| 2 | Вишнёвка         | деревня                         | ↘278      |
| 3 | Киевка           | деревня                         | ↘65       |
| 4 | Советский        | посёлок, административный центр | ↘535      |